# Hylesia
Hylesia är ett släkte av fjärilar. Hylesia ingår i familjen påfågelsspinnare.

## Bildgalleri

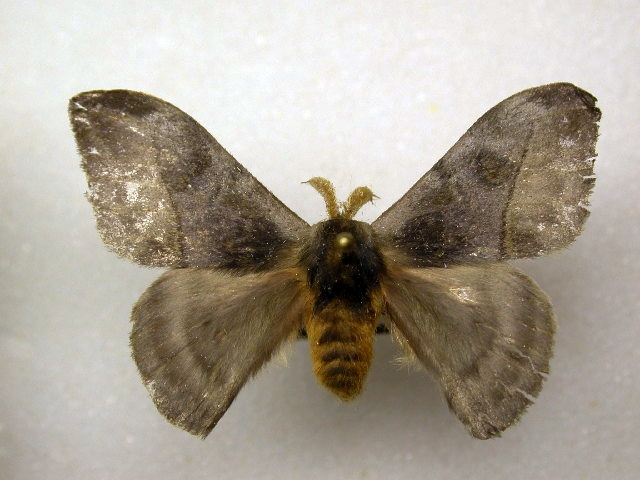
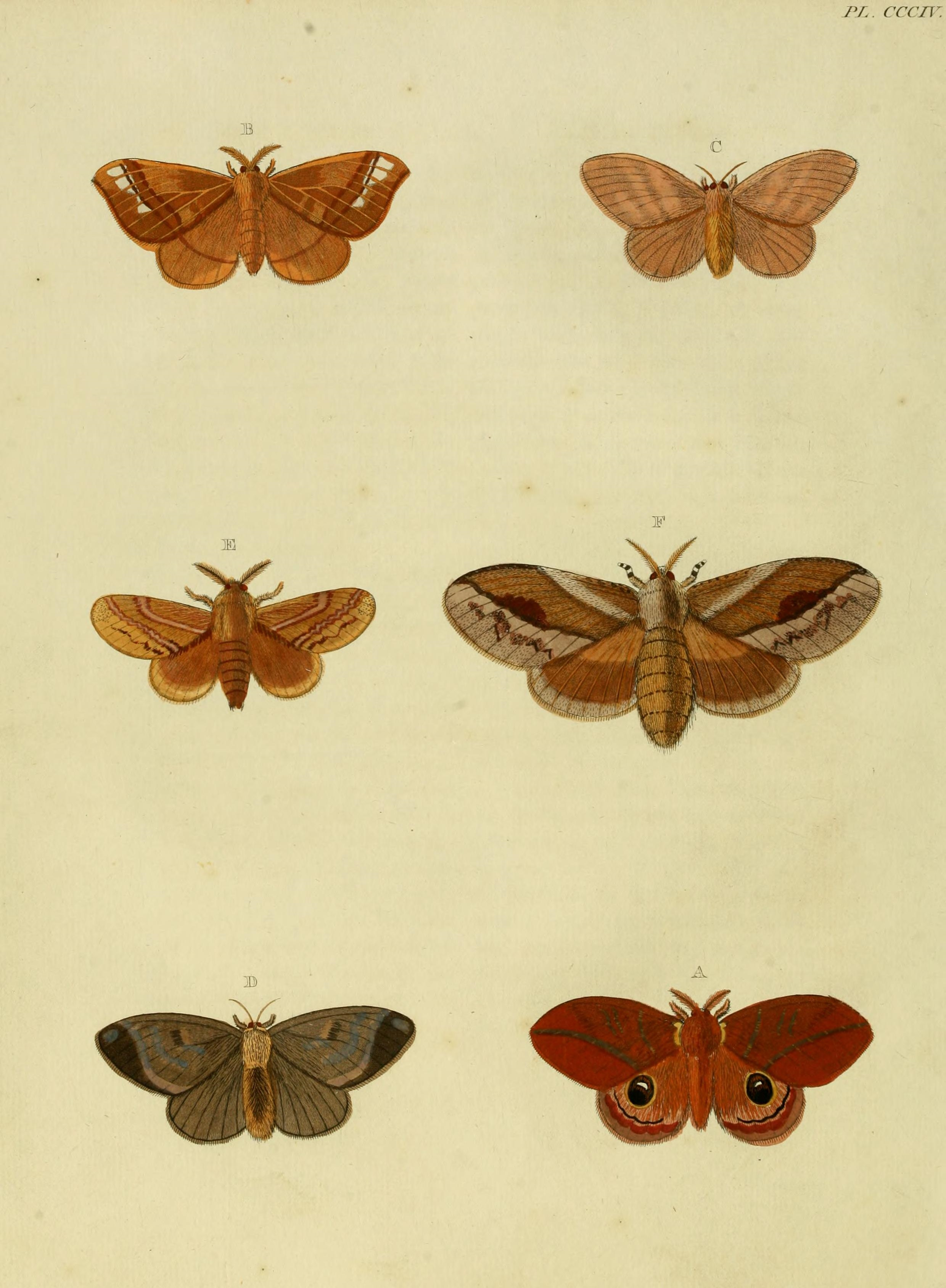
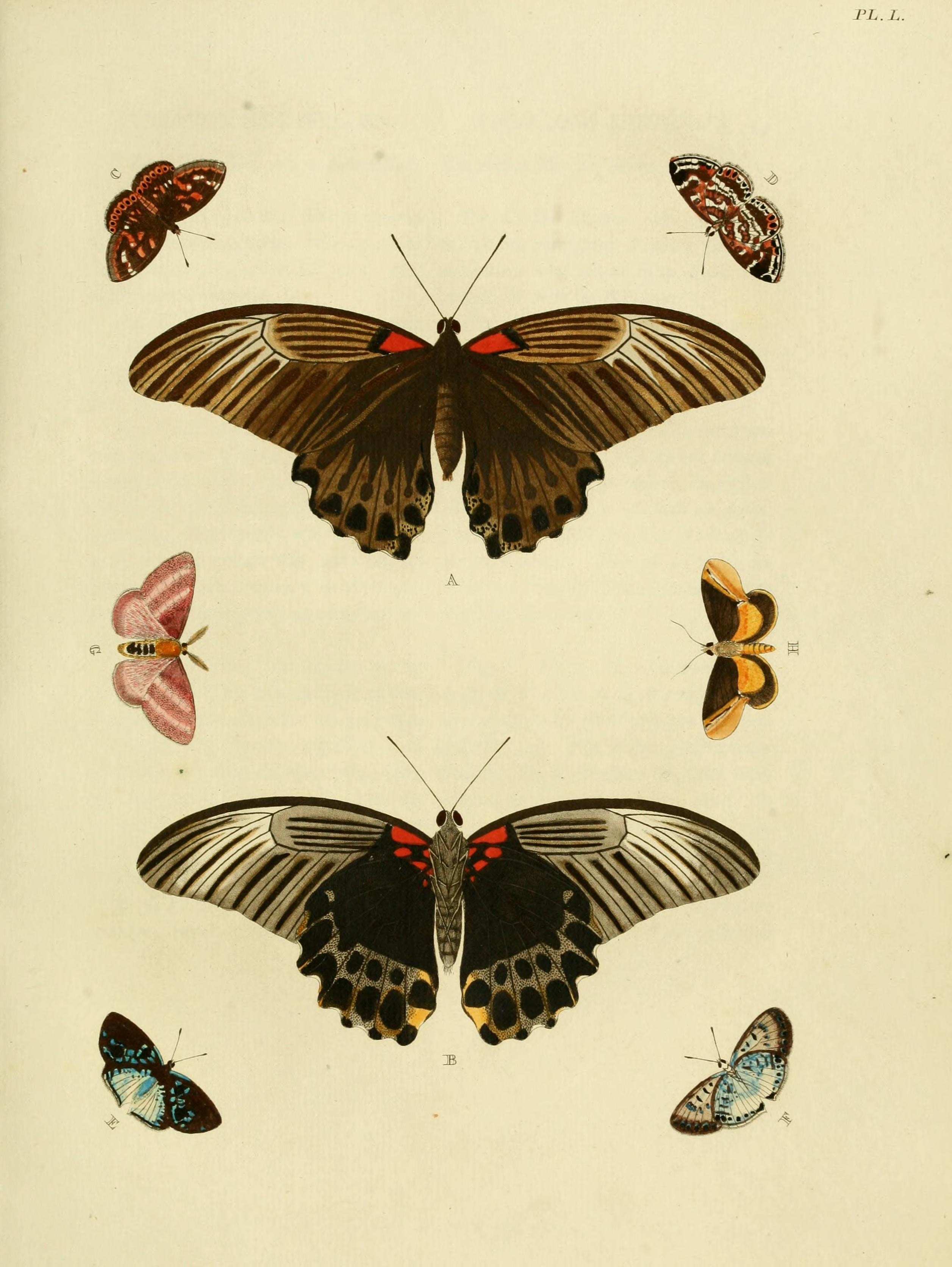
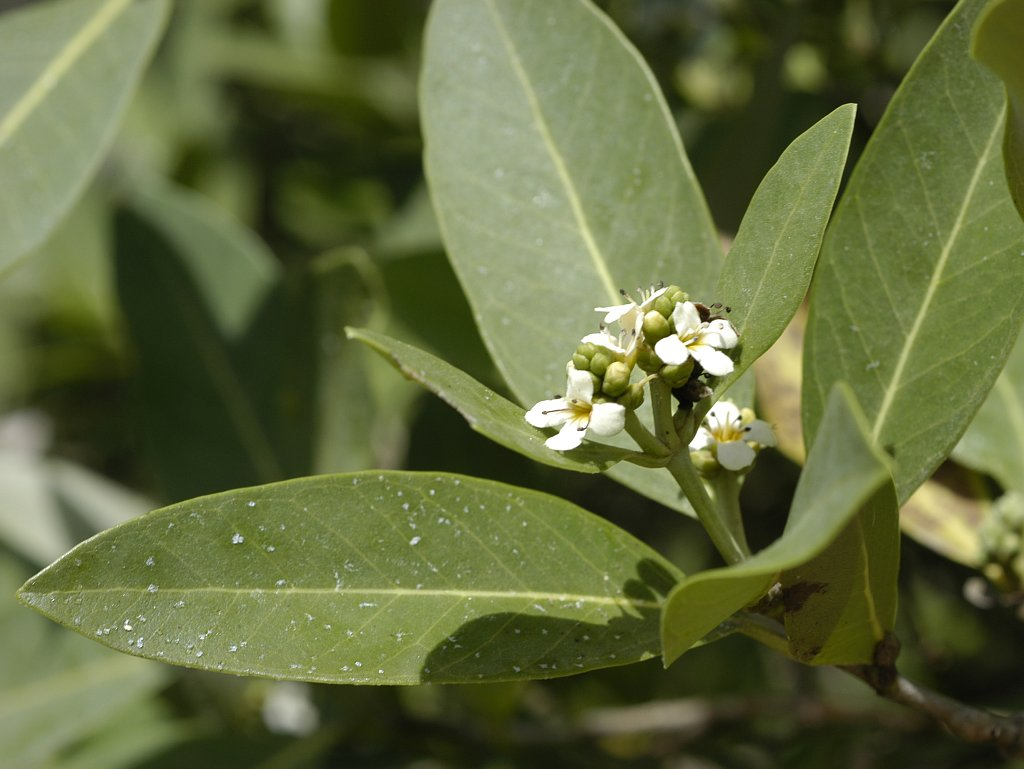
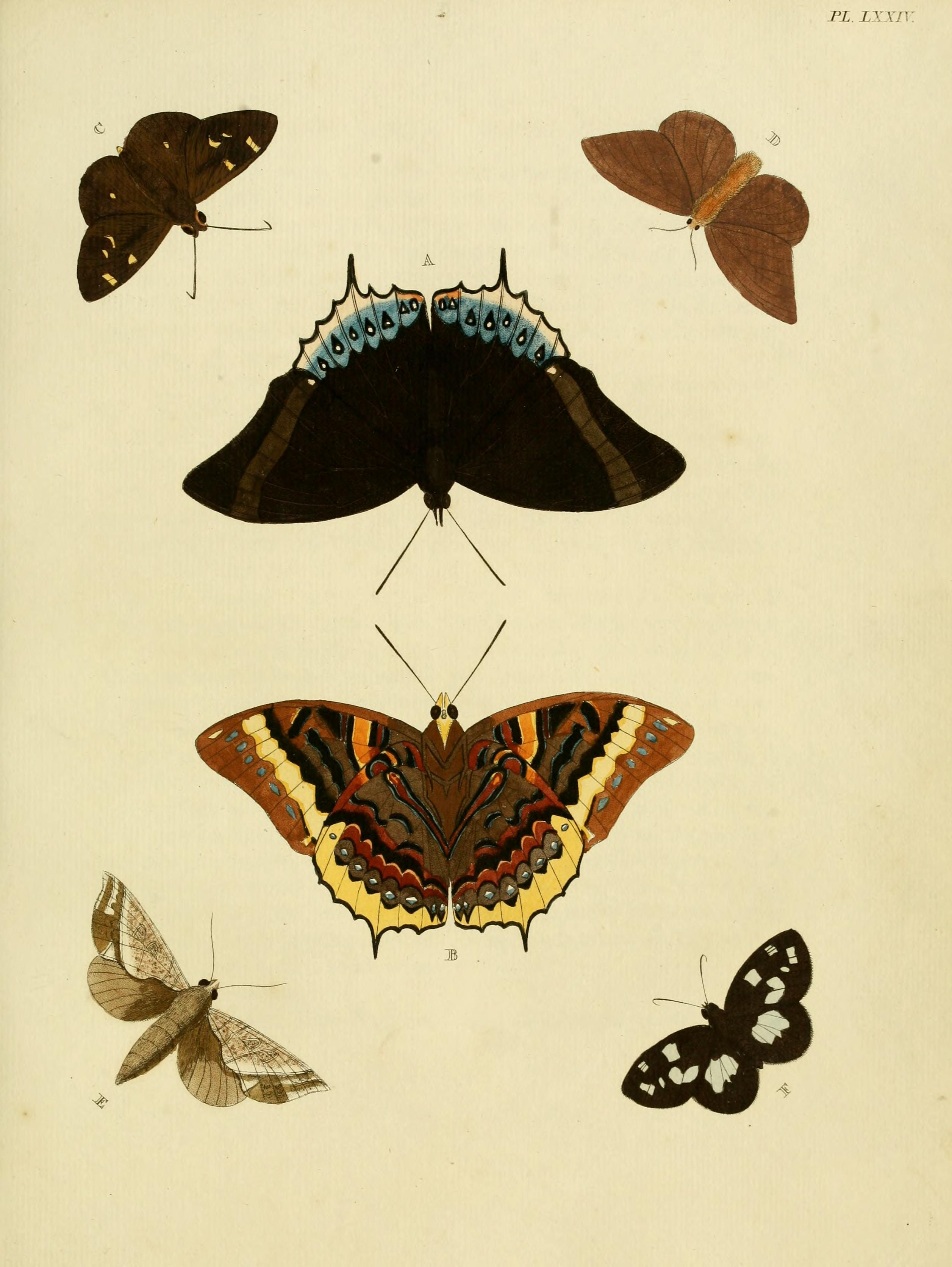

## Dottertaxa tillHylesia, i alfabetisk ordning[1]
- Hylesia acuta
- Hylesia aeneides
- Hylesia alinda
- Hylesia amazonica
- Hylesia anchises
- Hylesia andensis
- Hylesia andrei
- Hylesia angulex
- Hylesia annulata
- Hylesia approximans
- Hylesia ascodex
- Hylesia athlia
- Hylesia beneluzi
- Hylesia bertrandi
- Hylesia biolleya
- Hylesia boarmia
- Hylesia bolivex
- Hylesia bouvereti
- Hylesia canitia
- Hylesia caripitox
- Hylesia caucanex
- Hylesia cedomnibus
- Hylesia chirex
- Hylesia coadjutor
- Hylesia coarya
- Hylesia coex
- Hylesia coinopus
- Hylesia colimatifex
- Hylesia colombex
- Hylesia colombiana
- Hylesia composita
- Hylesia continua
- Hylesia corevia
- Hylesia cottica
- Hylesia cressida
- Hylesia croex
- Hylesia dalifex
- Hylesia dalina
- Hylesia darlingi
- Hylesia derica
- Hylesia discifex
- Hylesia discutex
- Hylesia dispar
- Hylesia dissimilis
- Hylesia dognini
- Hylesia dyarex
- Hylesia ebalus
- Hylesia egrex
- Hylesia erebus
- Hylesia ernestonis
- Hylesia euphemia
- Hylesia falcifera
- Hylesia frigida
- Hylesia fulviventris
- Hylesia funebris
- Hylesia gamelioides
- Hylesia gigantex
- Hylesia gracilex
- Hylesia grisoli
- Hylesia guayanensis
- Hylesia gyrex
- Hylesia hamata
- Hylesia haxairei
- Hylesia humilis
- Hylesia huyana
- Hylesia ileana
- Hylesia index
- Hylesia indiviosa
- Hylesia indurata
- Hylesia inficita
- Hylesia iola
- Hylesia lamis
- Hylesia latex
- Hylesia lebedoides
- Hylesia leilex
- Hylesia lilacina
- Hylesia lilacinex
- Hylesia lilex
- Hylesia lineata
- Hylesia liturex
- Hylesia livex
- Hylesia lolamex
- Hylesia macellex
- Hylesia margarita
- Hylesia maurex
- Hylesia medifex
- Hylesia melanostigma
- Hylesia metabus
- Hylesia metapyrrha
- Hylesia minasia
- Hylesia mixtiplex
- Hylesia molpex
- Hylesia moronensis
- Hylesia mortifex
- Hylesia multiplex
- Hylesia munonia
- Hylesia murex
- Hylesia murmur
- Hylesia muscula
- Hylesia muzoensis
- Hylesia mymex
- Hylesia myops
- Hylesia mystica
- Hylesia nanus
- Hylesia natex
- Hylesia nigricans
- Hylesia nigridorsata
- Hylesia nigripes
- Hylesia novex
- Hylesia obsoleta
- Hylesia obtusa
- Hylesia ochrifex
- Hylesia olivenca
- Hylesia omeva
- Hylesia ondulatus
- Hylesia oratex
- Hylesia orbana
- Hylesia orbifex
- Hylesia oroyex
- Hylesia pachobex
- Hylesia palcazua
- Hylesia pallidex
- Hylesia paulex
- Hylesia pauper
- Hylesia penai
- Hylesia pernex
- Hylesia peruvex
- Hylesia petena
- Hylesia pluto
- Hylesia pollex
- Hylesia polyploca
- Hylesia praeda
- Hylesia propex
- Hylesia purpurex
- Hylesia remex
- Hylesia rex
- Hylesia rosacea
- Hylesia roseata
- Hylesia rosex
- Hylesia rubrifrons
- Hylesia rubriprocta
- Hylesia rufex
- Hylesia rufipes
- Hylesia santaelenensis
- Hylesia scalex
- Hylesia schausi
- Hylesia schussleri
- Hylesia scortina
- Hylesia sesostris
- Hylesia solvex
- Hylesia sorana
- Hylesia subaurea
- Hylesia subcana
- Hylesia subfasciata
- Hylesia tapabex
- Hylesia tapareba
- Hylesia tendex
- Hylesia teratex
- Hylesia terranea
- Hylesia terrosex
- Hylesia thaumex
- Hylesia tinturex
- Hylesia tiphys
- Hylesia travassosi
- Hylesia tristis
- Hylesia umbrata
- Hylesia umbratula
- Hylesia vagans
- Hylesia wagneri
- Hylesia valvex
- Hylesia vassali
- Hylesia vespex
- Hylesia vialactea
- Hylesia vindex
- Hylesia violacea
- Hylesia violex
- Hylesia vittex
- Hylesia zonex